# Эрбис
Эрби́с (фр. Herbisse) — коммуна во Франции, находится в регионе Шампань — Арденны. Департамент — Об. Входит в состав кантона Арси-сюр-Об. Округ коммуны — Труа.
Код INSEE коммуны — 10172.
Коммуна расположена приблизительно в 135 км к востоку от Парижа, в 45 км юго-западнее Шалон-ан-Шампани, в 37 км к северу от Труа.

## Население
Население коммуны на 2008 год составляло 180 человек.
| 1962 | 1968 | 1975 | 1982 | 1990 | 1999 | 2008 |
| ---- | ---- | ---- | ---- | ---- | ---- | ---- |
| 238  | 242  | 192  | 170  | 168  | 149  | 180  |

## Администрация
| Период | Период | Фамилия         | Партия | Примечания |
| ------ | ------ | --------------- | ------ | ---------- |
| 2001   | 2008   | Робер Раде      |        |            |
| 2008   |        | Жан-Пьер Ламбер |        |            |

## Экономика
В 2007 году среди 112 человек в трудоспособном возрасте (15—64 лет) 81 были экономически активными, 31 — неактивными (показатель активности — 72,3 %, в 1999 году было 74,1 %). Из 81 активных работали 71 человек (42 мужчины и 29 женщин), безработных было 10 (5 мужчин и 5 женщин). Среди 31 неактивных 5 человек были учениками или студентами, 14 — пенсионерами, 12 были неактивными по другим причинам.

## Достопримечательности
- Церковь Успения Богородицы (XII век). Памятник истории с 1989 года[3]

## Фотогалерея

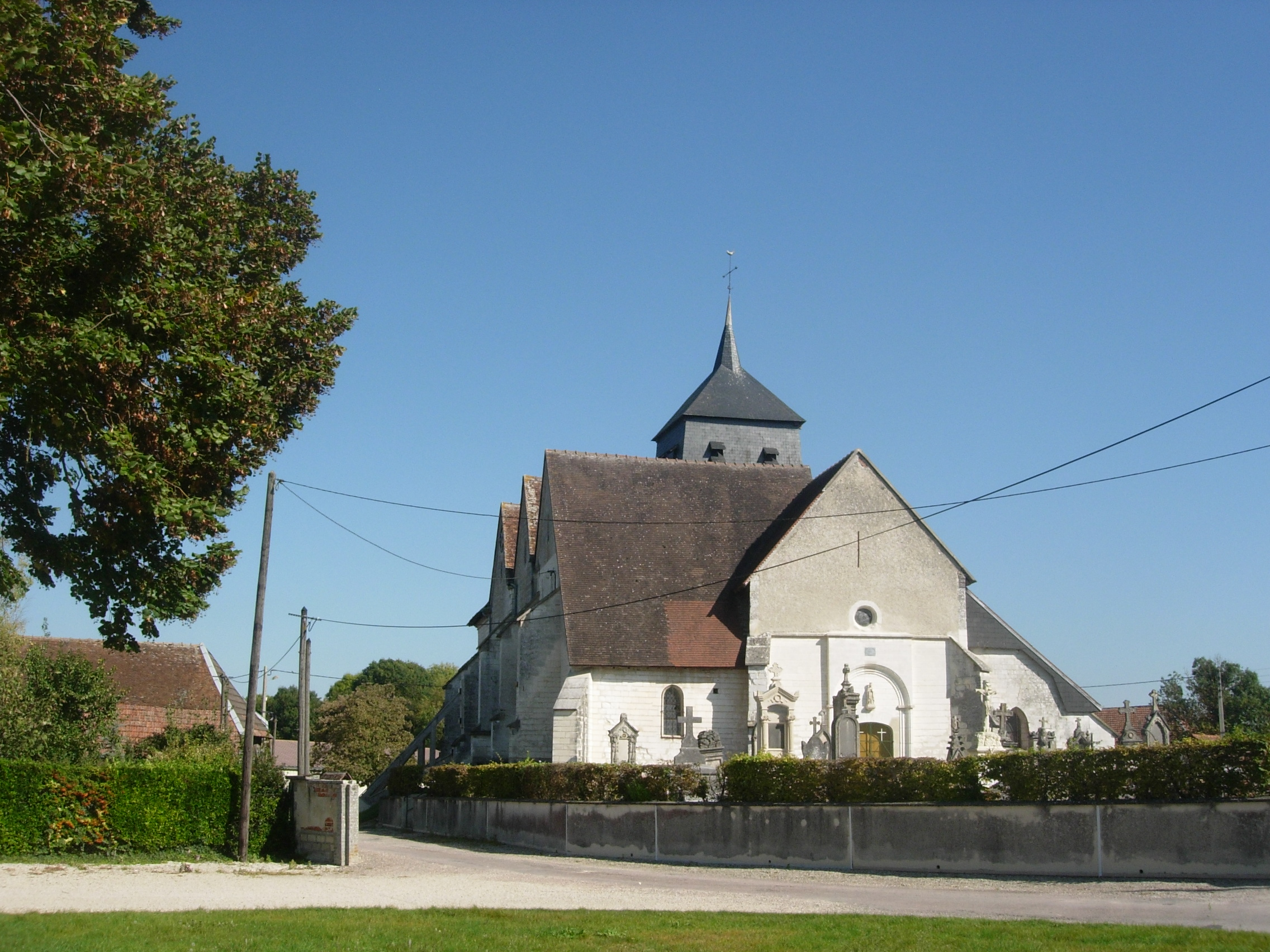
Церковь Успения Богородицы
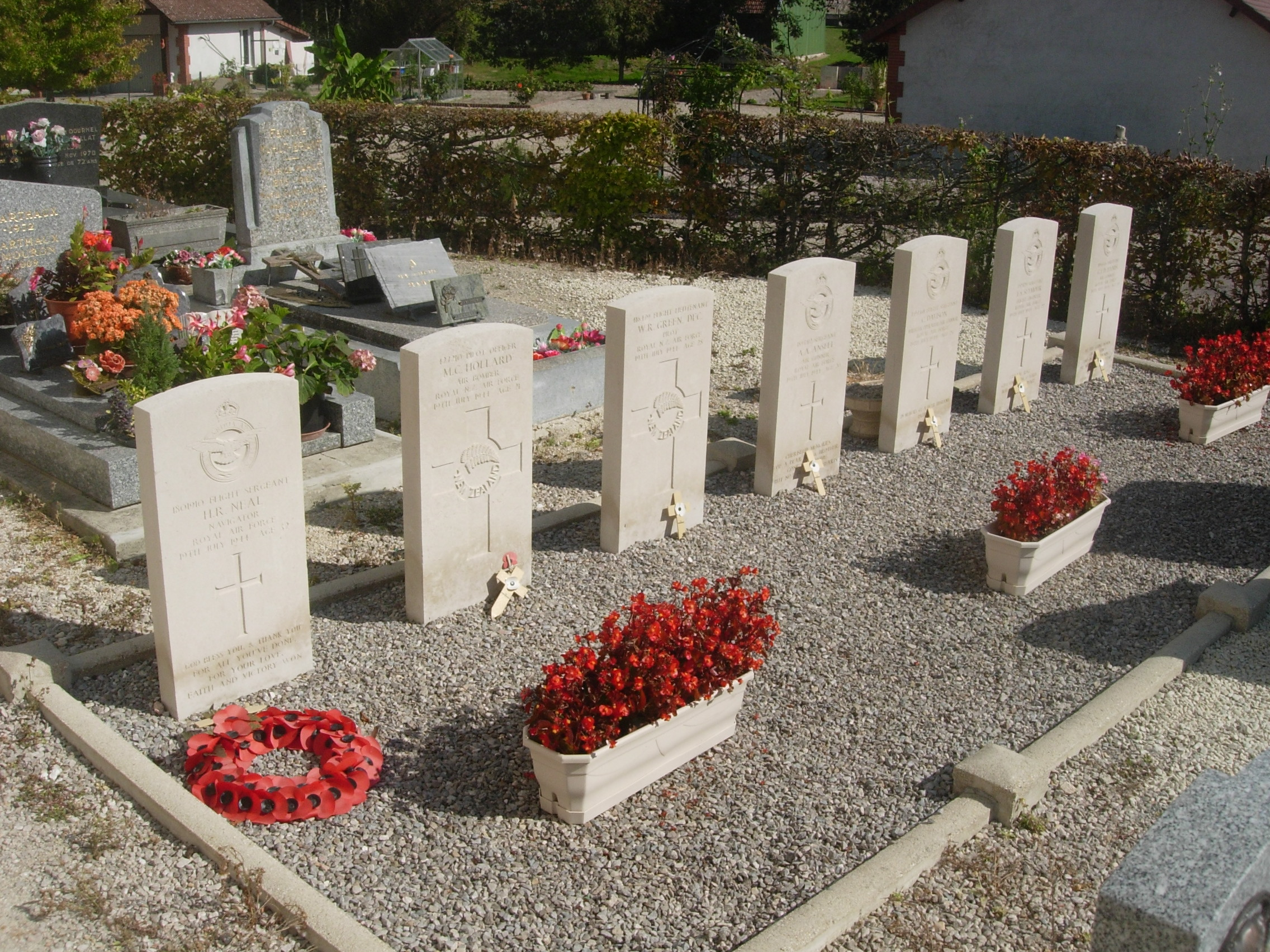
Могилы солдат, погибших в Эрбисе в июле 1944 года
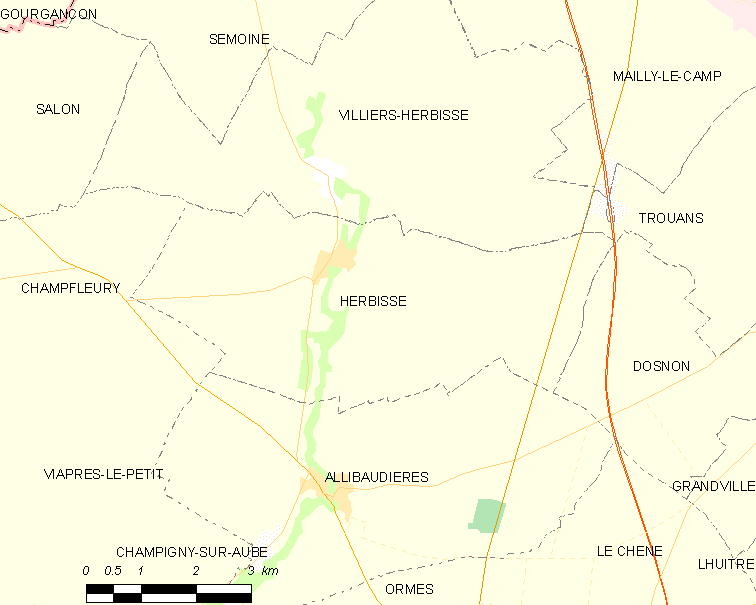
Карта коммуны